# Грузино-французские отношения
Грузино-французские отношения — двусторонние отношения между Грузией и Францией в политической, экономической, культурной и других сферах.

## Дипломатические отношения

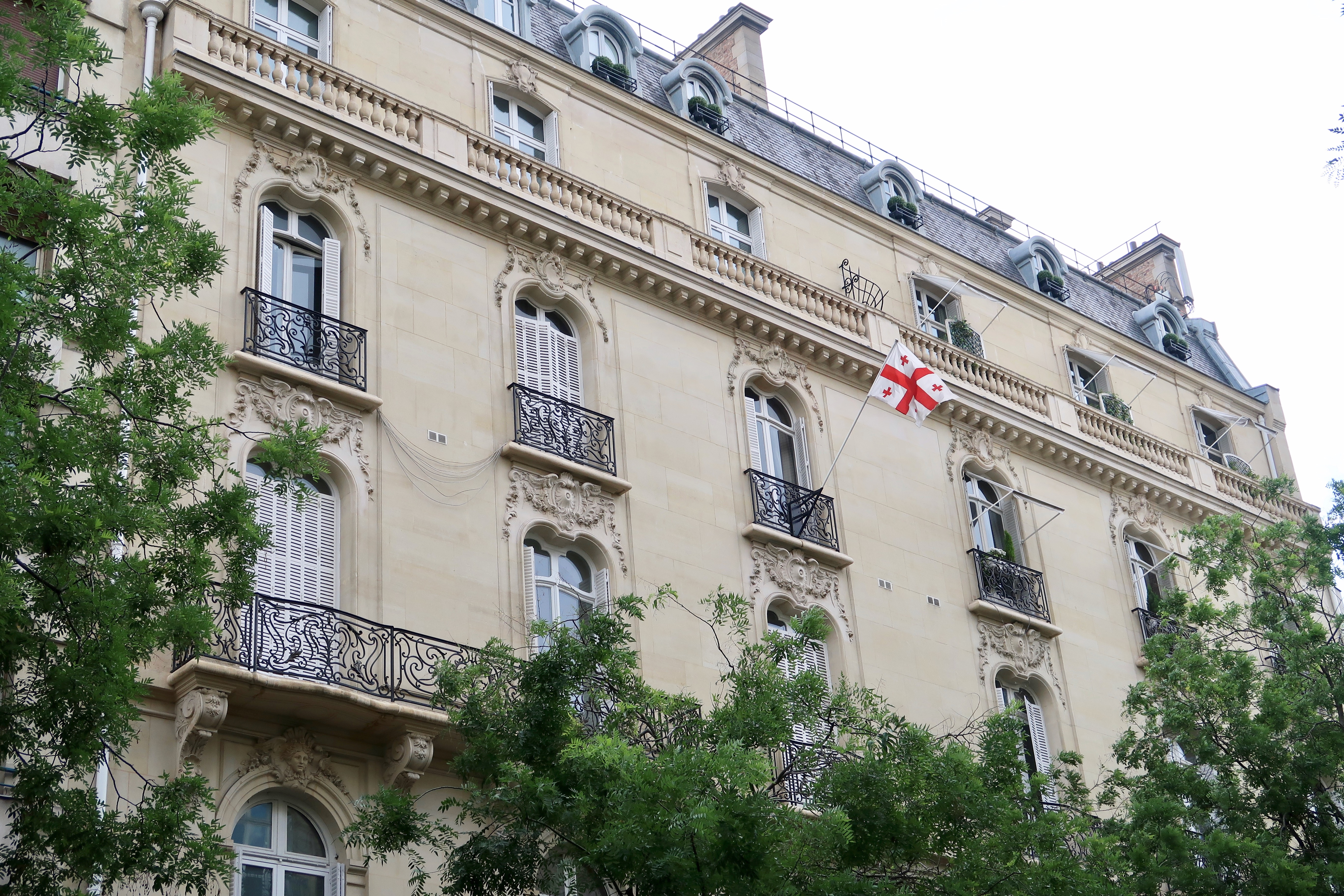
Посольство Грузии в Париже

Начало грузино-французским отношениям было положено в 1918—1921 годах. С 1992 года после восстановления независимости Грузии Тбилиси и Париже начали функционировать посольства стран.
15 декабря 2016 года в Тбилиси прошли двусторонние политические консультации по линии МИД. 19 февраля 2019 года президенты подписали декларацию об учреждении ежегодного структурного диалога между странами с целью дальнейшего развития отношений в разных областях.

### Научное сотрудничество
В сентябре 2006 года в Грузии была создана французская школа Кавказа. В 2017 году школа насчитывала свыше 360 учащихся. Франко-грузинский университет, созданный в форме сетевой структуры, функционирует с сентября 2019 года.